# Geelkeeltangare
De geelkeeltangare (Iridosornis analis) is een zangvogel uit de familie Thraupidae (tangaren).

## Verspreiding en leefgebied
Deze soort komt voor in de Andes van zuidoostelijk Colombia tot Ecuador en zuidoostelijk Peru.